# نبرد خلیج میاکو
نبرد خلیج میاکو (به ژاپنی: 宮古湾海戦 Miyakowan Kaisen) یک نبرد دریایی بود که در ۶ مه ۱۸۶۹، بین نیروهای وفادار به دولت میجی و سامورایی‌های وفادار به شوگون سالاری توکوگاوا درگرفت. این نبرد بخشی از نبرد هاکوداته در پایان جنگ بوشین شمرده می‌شود.